# Aérodrome de Ngola
Pour les articles homonymes, voir Ngola.
L'aérodrome de Ngola est un aérodrome du Cameroun. Il est situé à l'est de la ville de Yokadouma, dans la province de l'Est. 
C'est un aérodrome d'affaires.

## Situation
| \| 100 km1:12 607 000 \| Garoua Maroua Ngaoundéré Yaoundé-Ville Yaoundé-Nsimalen Douala Bamenda Bafoussam Ngola Koutaba Kika Mvomeka'a |
| 100 km1:12 607 000 |

## Installations

### Piste(s)
L’aéroport est doté de : 
- Une piste en herbe longue de 1 000 m et large de 80 orientée sud-nord (03/21) :
  - Aucun balisage diurne et nocturne,
  - Aucun indicateur de plan d’approche ni de PAPI pour chaque sens d’atterrissage
  - Aucun système d’atterrissage aux instruments (ILS/DME)

### Prestations
L’aéroport est non contrôlé. 
S’y ajoutent : 
- une aire de stationnement d'environ 540 m2 ;
- aucune aérogare ;
- aucun hangars ;
- aucune station d’avitaillement en carburant (100LL et Jet A1) et en lubrifiant ;
- aucun restaurant

## Activités

### Loisirs et tourisme
- Aucun aéroclub